# Bothriochloa meridionalis
Bothriochloa meridionalis là một loài thực vật có hoa trong họ Hòa thảo. Loài này được M.Marchi & Longhi-Wagner mô tả khoa học đầu tiên năm 1995.